# Lake Village (Arkansas)
Lake Village es una ciudad en el condado de Chicot, Arkansas, Estados Unidos. Para el censo de 2000 la población era de 2.823 habitantes. La ciudad es la sede del condado de Chicot.
La ciudad se encuentra aledaña al lago Chicot, un lago en forma de herradura cerca del río Misisipi, que la separa del estado de Misisipi. El lago Chicot es el lago natural más grande de Arkansas.

## Geografía
Lake Village se localiza a 33°19′54″N 91°17′1″O / 33.33167, -91.28361. De acuerdo a la Oficina del Censo de los Estados Unidos, la ciudad tiene un área total de 5,4 km², de los cuales el 100% es tierra.

## Demografía
Según el censo de 2000, había 2.823 personas, 1.090 hogares y 705 familias en la ciudad. La densidad de población era 522,8 hab/km². Había 1.233 viviendas para una densidad promedio de 228,9 por kilómetro cuadrado. De la población el 40,74% eran blancos, el 56,15% afroamericanos, el 0,21% amerindios, el 1,13% asiáticos, el 0,57% de otras razas y el 1,20% mestizos. El 1,38% de la población eran hispanos o latinos de cualquier raza.
Se contaron 1.090 hogares, de los cuales el 33,9% tenían niños menores de 18 años, el 36,6% eran parejas casadas viviendo juntos, el 24,2% tenían una mujer como cabeza del hogar sin marido presente y el 35,3% eran hogares no familiares. El 32,6% de los hogares estaban formados por un solo miembro y el 15,1% tenían a un mayor de 65 años viviendo solo. La cantidad de miembros promedio por hogar era de 2,49 y el tamaño promedio de familia era de 3,16 miembros.
En la ciudad la población estaba distribuida en: 29,3% menores de 18 años, 8,0% entre 18 y 24, 25,5% entre 25 y 44, 19,7% entre 45 y 64 y 17,5% tenían 65 o más años. La edad media fue 36 años. Por cada 100 mujeres había 79,9 varones. Por cada 100 mujeres mayores de 18 años había 71,0 varones.
El ingreso medio para un hogar en la ciudad fue de $20.625 y el ingreso medio para una familia $28.438. Los hombres tuvieron un ingreso promedio de $37.031 contra $14.872 de las mujeres. El ingreso per cápita de la ciudad fue de $12.677. Cerca de 29,1% de las familias y 36,1% de la población estaban por debajo de la línea de pobreza, 49,6% de los cuales eran menores de 18 años y 24,5% mayores de 65.